# Roodkruinspecht
De roodkruinspecht (Melanerpes rubricapillus) is een vogel uit de familie Picidae.

## Verspreiding en leefgebied
Deze soort komt voor van Costa Rica tot noordwestelijk Venezuela en telt vier ondersoorten:
- M. r. rubricapillus: van zuidwestelijk Costa Rica tot de Guiana's en Tobago.
- M. r. subfusculus: Nationaal park Coiba (nabij Panama).
- M. r. seductus: San Miguel (nabij Panama).
- M. r. paraguanae: Paraguana (noordelijk Venezuela).

## Status
De grootte van de populatie is in 2019 geschat op 0,5-5 miljoen volwassen vogels. Op de Rode lijst van de IUCN heeft deze soort de status niet bedreigd.